# Shingo Suzuki
Shingo Suzuki (jap. 鈴木 慎吾 Suzuki Shingo; ur. 20 marca 1978) – japoński piłkarz występujący na pozycji pomocnika.

## Kariera klubowa
Od 1996 do 2013 roku występował w klubach Urawa Reds, Yokogawa Electric, Albirex Niigata, Kyoto Sanga FC, Oita Trinita, Tokyo Verdy, Giravanz Kitakyushu i Albirex Niigata Singapore.